# Hannes Volk
Hannes Volk (* 25. September 1984 in Seeheim-Jugenheim) ist ein ehemaliger deutscher Handballspieler.

## Laufbahn
Er spielte beim TV Großwallstadt (TVG) in der Bundesliga. Beim TVG trug er die Rückennummer 5. Er hat eine Körperlänge von 1,90 Meter und wiegt 96 Kilogramm. Der Kreisläufer hatte ein Zweitspielrecht beim Zweitligisten TV Kirchzell.
In der Saison 2009/10 spielte Volk beim TUSPO Obernburg in der zweiten Liga. Zur Saison 2010/11 kehrte er zu seinem Heimatverein, dem Drittligisten SG Leutershausen zurück, mit dem ihm 2012 der Wiederaufstieg in die zweite Liga gelang. Nach der Saison 2016/2017 beendete er seine Karriere als Spieler und wurde Team-Koordinator bei der SG Leutershausen.

## Privates
Seine Mutter Ellen war Handballnationalspielerin.

## Erfolge
- Süddeutscher Meister mit der B-Jugend der SG Leutershausen